# Рытыввыв-Лель
Рытыввыв-Лель (Западный Лель) — река в России, протекает в Гайнском районе Пермского края. Устье реки находится в 64 км по правому берегу реки Лёль. Длина реки составляет 17 км.
Исток реки в восточной части Северных Увалов. Река течёт на юг и юго-восток по ненаселённому лесному массиву. Впадает в Лёль выше посёлка Лель.

## Данные водного реестра
По данным государственного водного реестра России относится к Камскому бассейновому округу, водохозяйственный участок реки — Кама от истока до водомерного поста у села Бондюг, речной подбассейн реки — бассейны притоков Камы до впадения Белой. Речной бассейн реки — Кама.
Код объекта в государственном водном реестре — 10010100112111100002232.